# Histioteuthis corona
Histioteuthis corona är en bläckfiskart som först beskrevs av Voss 1962.  Histioteuthis corona ingår i släktet Histioteuthis och familjen Histioteuthidae.

## Underarter
Arten delas in i följande underarter:
- H. c. cerasina
- H. c. inermis
- H. c. corona
- H. c. berryi